# Paracirrhites forsteri
Paracirrhites forsteri, comúnmente conocido como pez halcón de costado negro, pez halcón pecoso o pez halcón de Forster, es una especie de pez marino con aletas radiadas, un pez halcón perteneciente a la familia Cirrhitidae que habita el océano Indo-Pacífico. Ocasionalmente se encuentra en el comercio de acuarios y también es de menor importancia para la pesca comercial local. Crece hasta una longitud total de 22 cm.

## Taxonomía
El pez halcón negro fue descrito formalmente por primera vez en 1801 como Grammistes forsteri por el naturalista francés Johann Gottlob Theaenus Schneider con la localidad tipo dada como Vaitahu en la isla Tahuata en las islas Marquesas.  El nombre específico honra al naturalista alemán de origen polaco Johann Reinhold Forster, quien fue un naturalista a bordo del segundo viaje de James Cook en el HMS Resolution y quien describió a esta especie como “Perca taeniatus” en un manuscrito inédito.

## Descripción
El pez halcón negro alcanza una longitud total máxima de unos 22 cm. La aleta dorsal tiene diez espinas y once radios suaves, mientras que la aleta anal tiene tres espinas y seis radios suaves. Existe una variación considerable en la coloración tanto entre adultos como como resultado de cambios durante el crecimiento. El color principal suele ser amarillento pero presenta una banda lateral ancha de color negro o marrón oscuro, principalmente en la mitad posterior del cuerpo. Los lados de la cabeza y la parte anterior del cuerpo son blanquecinos o grises, con motas rojas. En Asia, los juveniles pueden ser rojizos dorsalmente, mientras que en Oceanía tienden a tener las partes superiores de color verde dorado y las partes inferiores blancas.

## Distribución
Paracirrhites forsteri es nativo del océano Indo-Pacífico tropical y subtropical. Su área de distribución se extiende desde el este de África y el mar Rojo hasta Japón, Nueva Caledonia y Australasia. En Australia, su rango se extiende desde el noroeste de Australia Occidental alrededor del norte del país hasta la frontera de Queensland y Nueva Gales del Sur. Se encuentra en el lado del mar de los arrecifes y en lagunas de fondo blando a profundidades de 30 m y más.

## Ecología
Esta especie es un depredador de emboscada; por lo general, yace al acecho sobre una cabeza de coral, sostenido por sus rígidas aletas pectorales, listo para lanzarse sobre los crustáceos o peces pequeños que pasan. Es principalmente un pez solitario, pero puede verse en parejas o formar pequeños harenes con un macho dominante y varias hembras. Como otros miembros de la familia, es un hermafrodita secuencial; los adultos comienzan su vida como mujeres, pero la mujer más grande de un grupo cambia de sexo a hombre si ese puesto queda vacante.

## Galería de imágenes

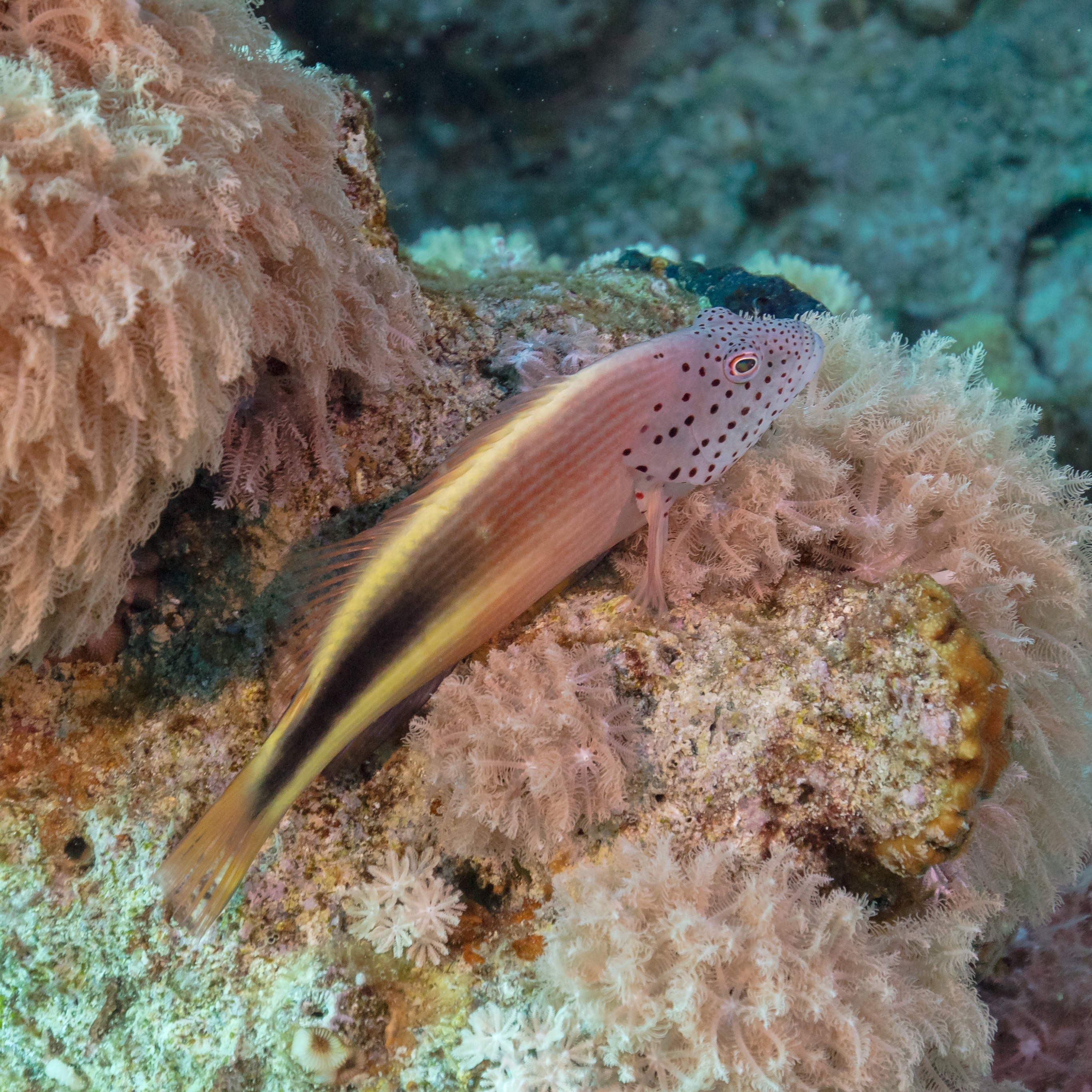
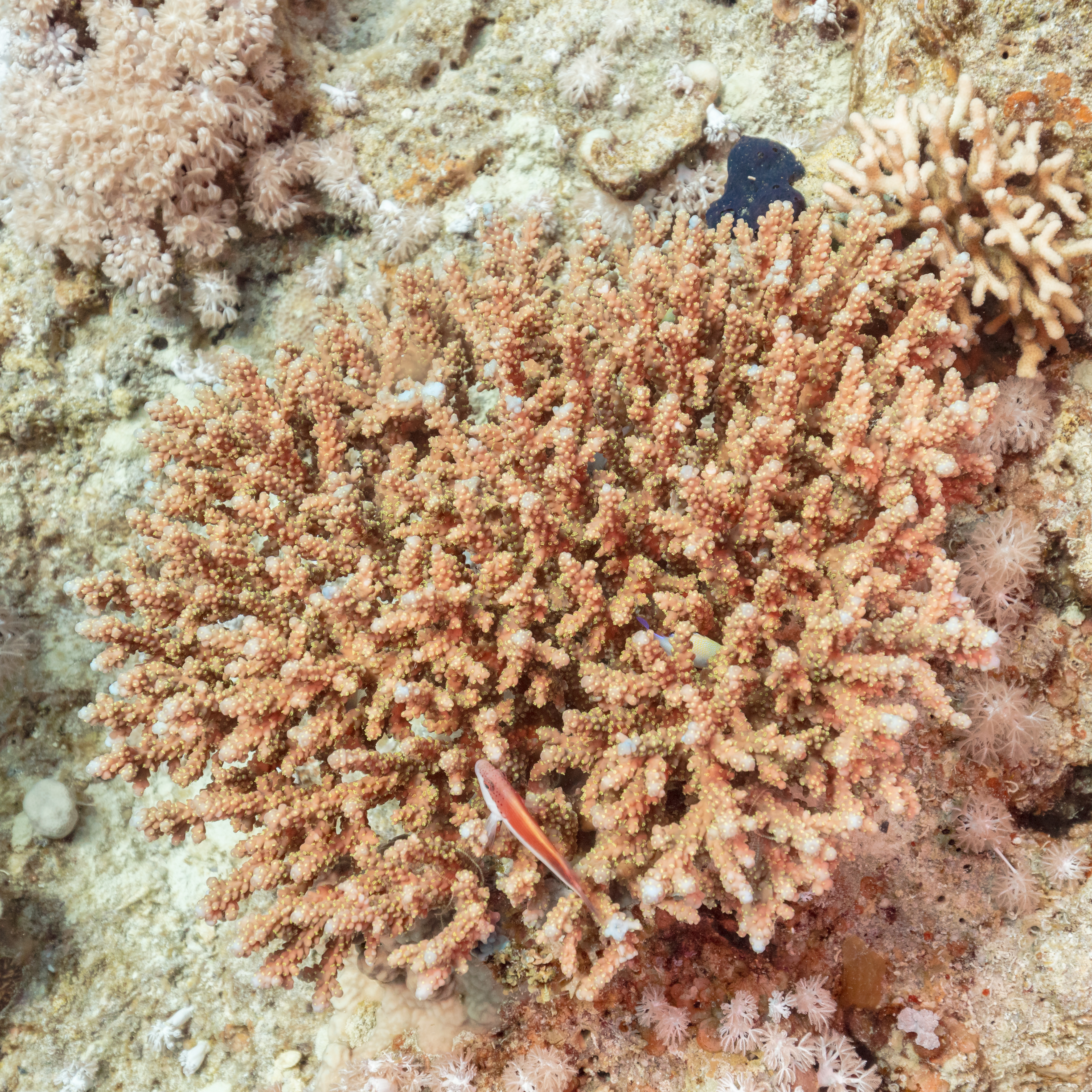
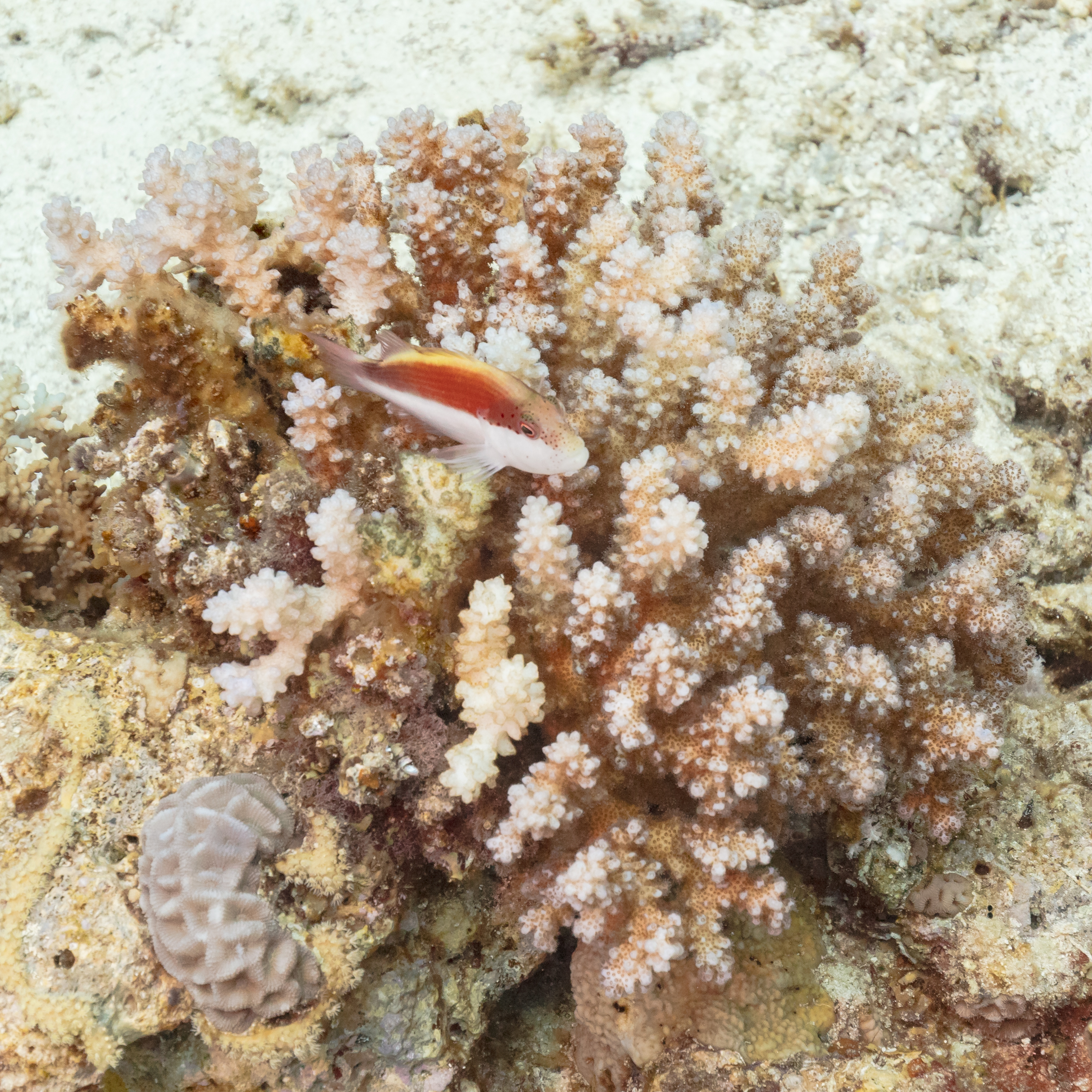
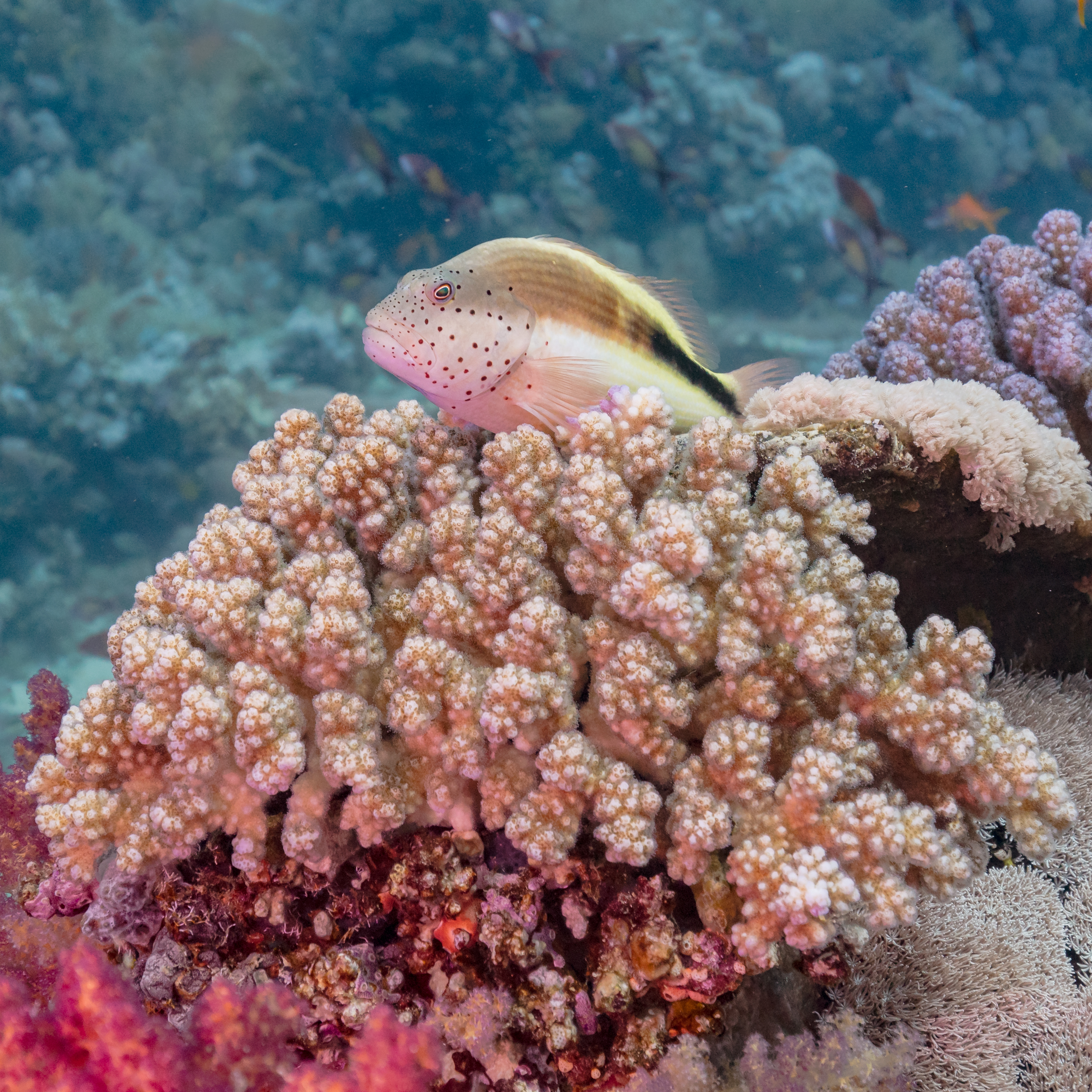
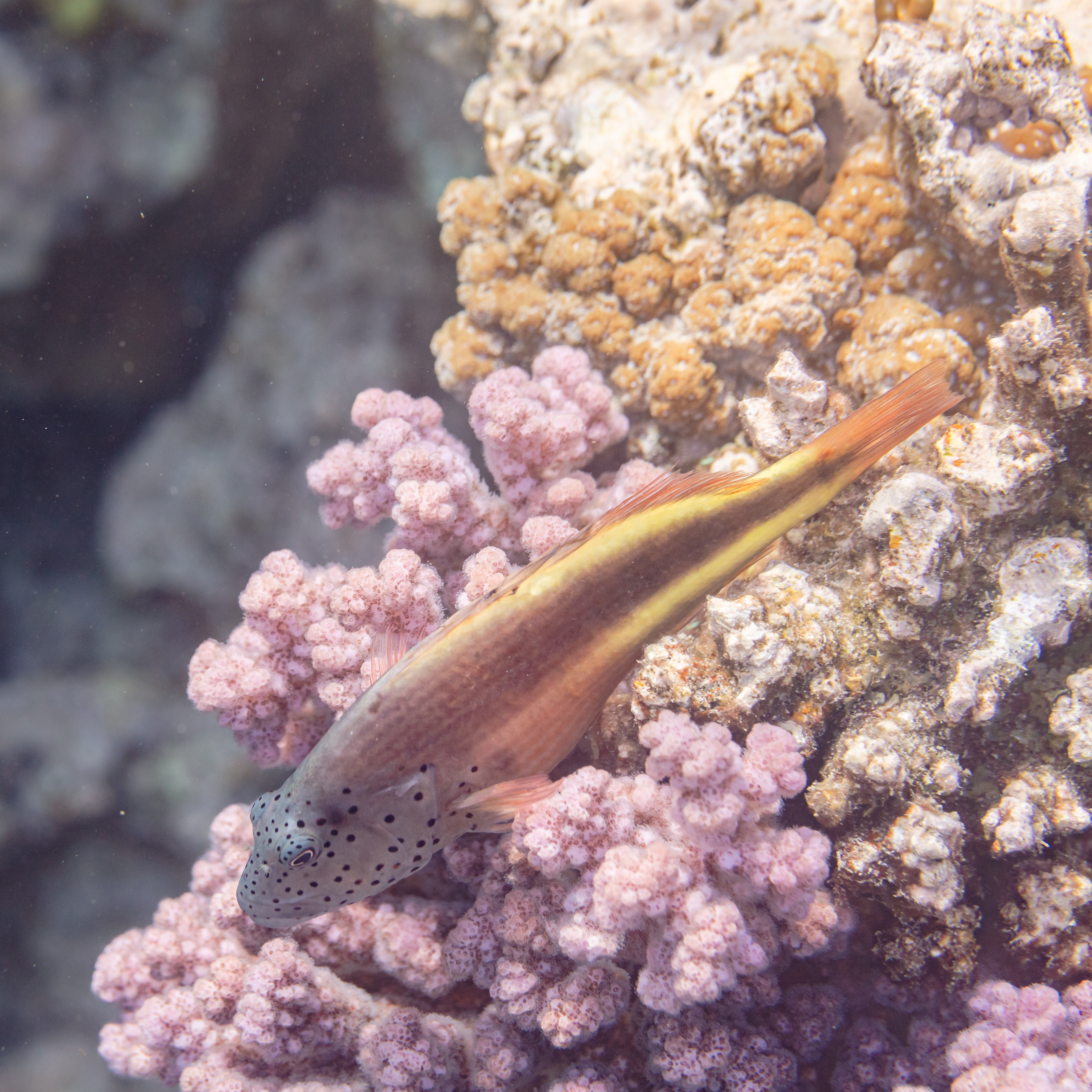
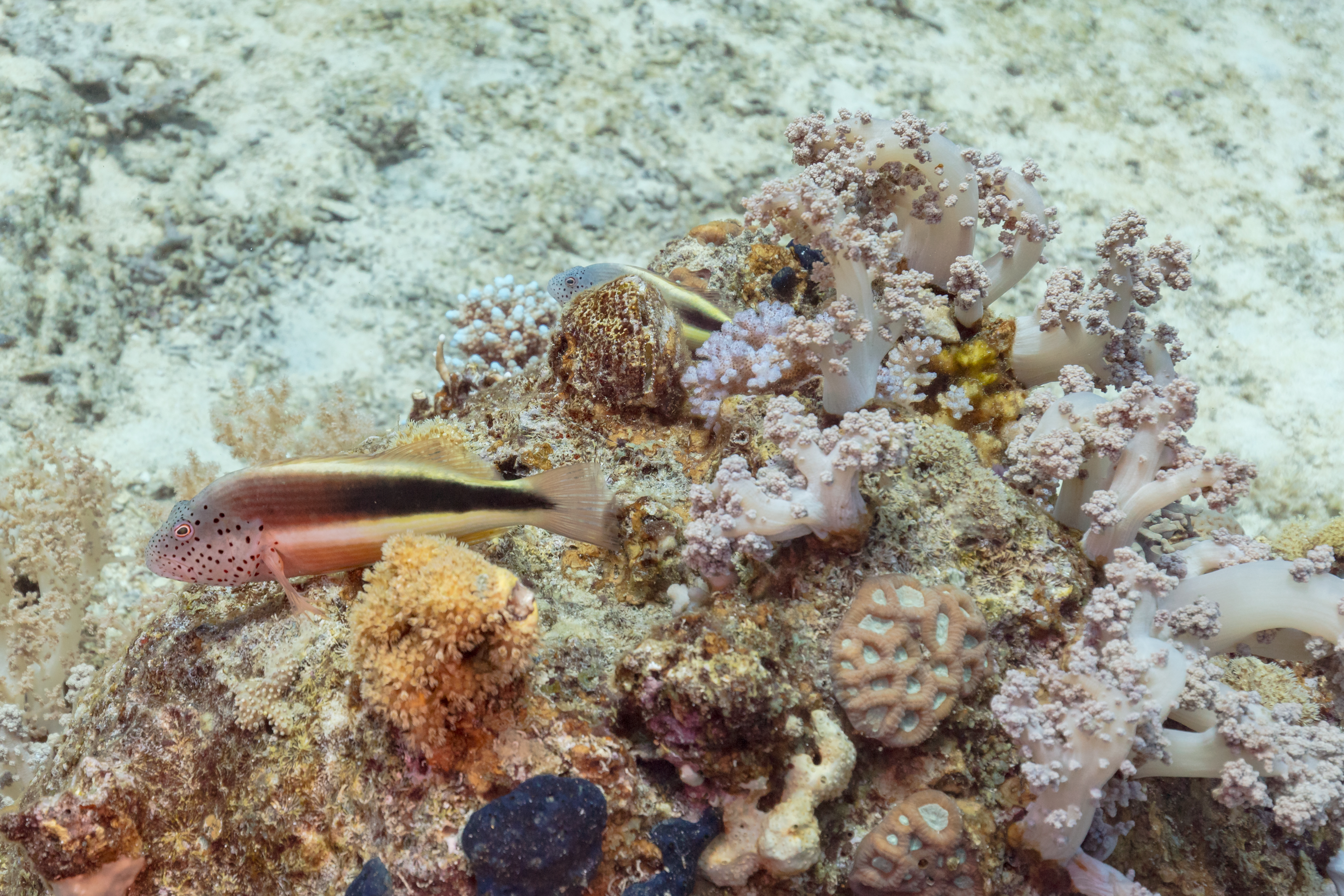
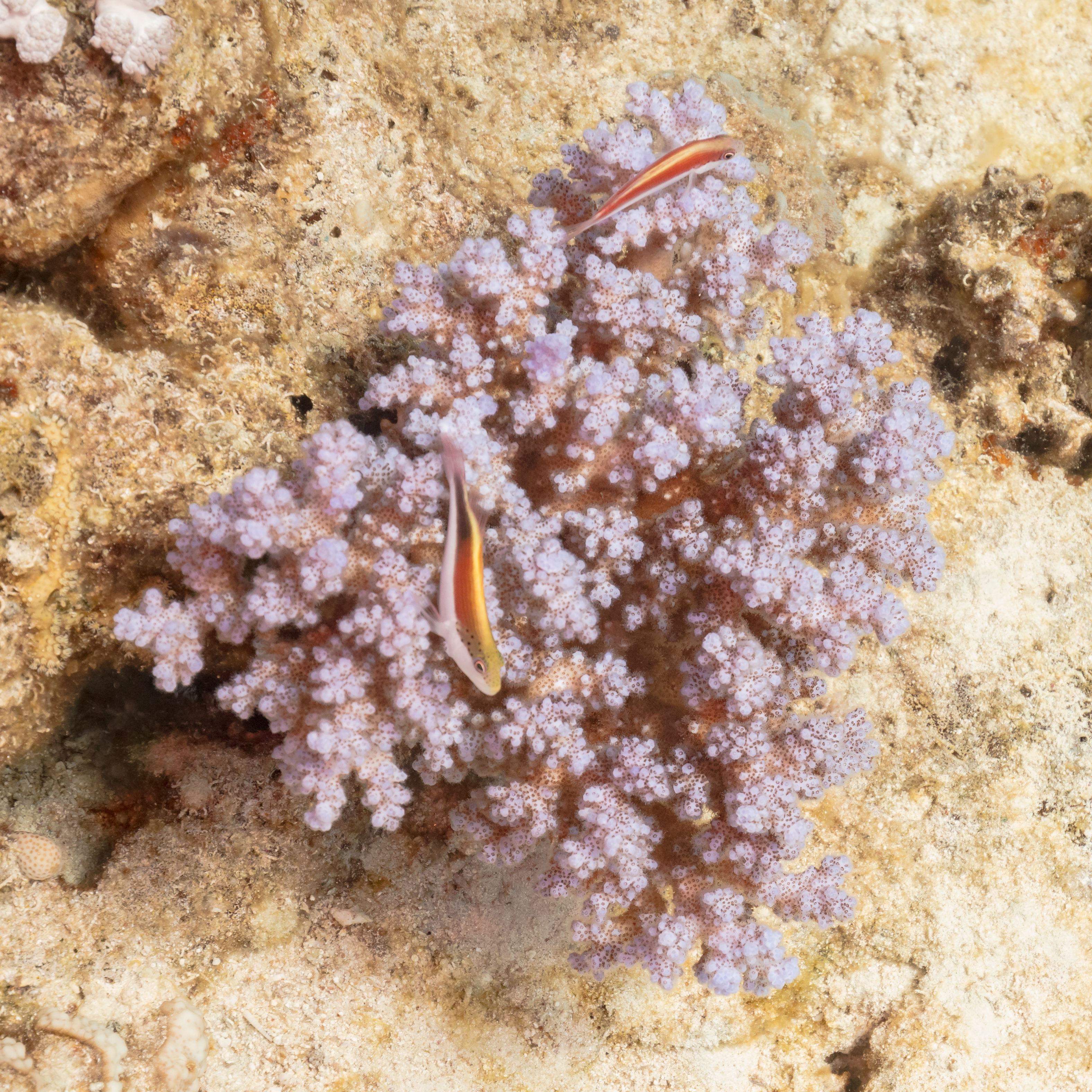